# Porsche 911 (992)
Pour un article plus général, voir Porsche 911.
La Porsche 992 (ou 911 Type 992) est une voiture sportive de prestige développée par le constructeur automobile allemand Porsche, présentée en novembre 2018 et commercialisée en 2019. Elle est la huitième génération de Porsche 911 depuis 1963 et remplace la 911 Type 991 sortie en 2011.

## Présentation

Logo.

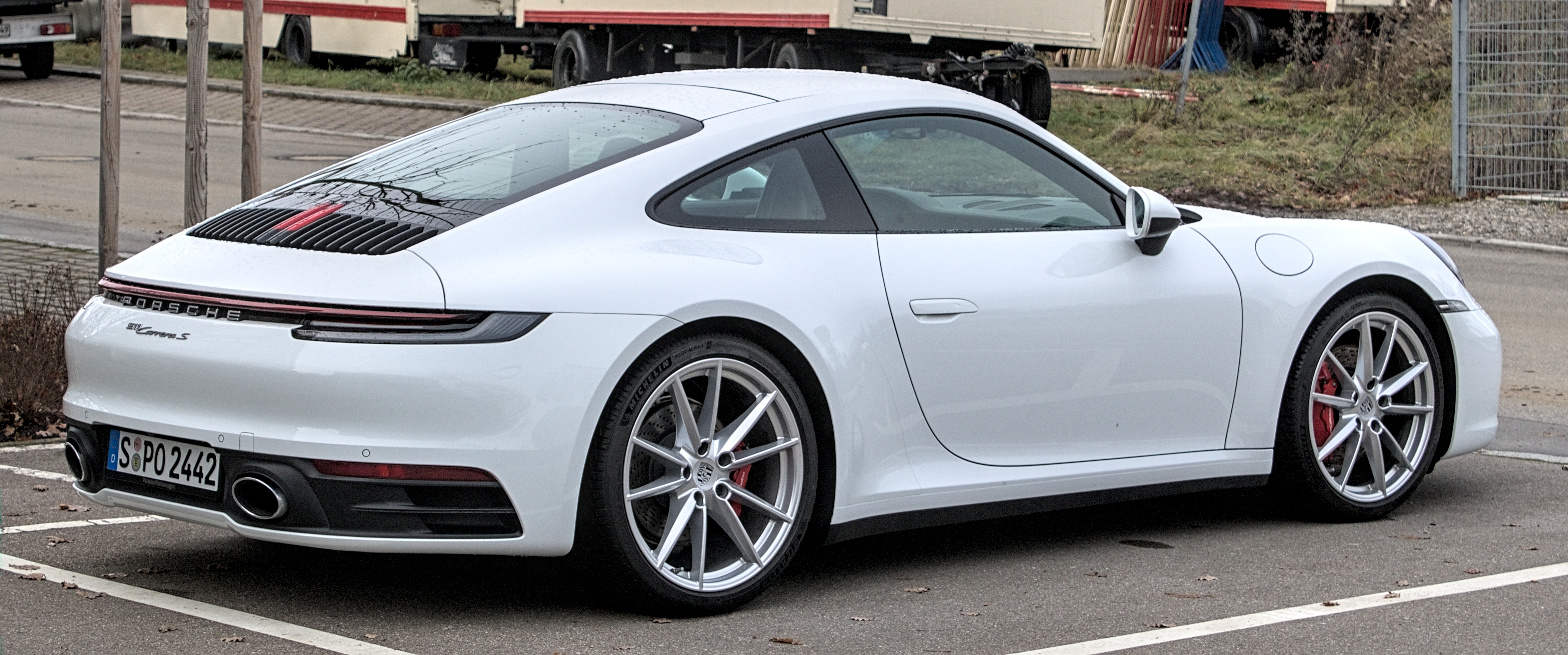
Porsche 992 Carrera S Coupé phase 1.

La 8e génération de Porsche 911 est présentée le 28 novembre 2018 au Salon de l'automobile de Los Angeles. Seules les versions Carrera S et Carrera 4S sont dévoilées à cette occasion, les cabriolet, Targa, Turbo ainsi que certaines versions ultra-sportives le seront ultérieurement. Les tarifs de la 911 Type 992 évoluent de 8 000 € en moyenne par rapport à la 911 Type 991.
En décembre 2021, un mulet de développement de la 911 Type 992 en version Turbo est observé, avec un léger camouflage.
En novembre 2022, deux 911 type 992, ayant subi d'importantes modifications techniques, grimpent l'Ojos del Salado, au Chili. Ces voitures atteignent ainsi 6 007 mètres d'altitude sur le plus haut volcan du monde.

### Phase 2
La version restylée de la 911 de 8e génération est présentée en juin 2024. Elle introduit la première 911 hybride de l'histoire.
Les modèles Carrera, Carrera GTS, Carrera 4 GTS et Targa 4 GTS reçoivent de nouveaux feux avant ainsi qu'un nouveau bouclier avant.

### Production
Le graphique ci-dessous montre le nombre de 911 Type 992 vendues dans le Monde année par année,,.
Le graphique qui aurait dû être présenté ici ne peut pas être affiché car il utilise l'ancienne extension Graph, désactivée pour des questions de sécurité. Des indications pour créer un nouveau graphique avec la nouvelle extension Chart sont disponibles ici.

## Caractéristiques techniques
La 911 repose sur la plateforme technique MMB (Modularer Mittelmotor Baukasten) qu'elle partage avec les 718 Cayman et 718 Boxster.
Les Carrera,Carrera 4S,Carrera GTS et Carrera 4GTS peuvent recevoir en option les quatre roues directrices, un contrôle actif du roulis ou encore des freins en carbone-céramique.

### Design

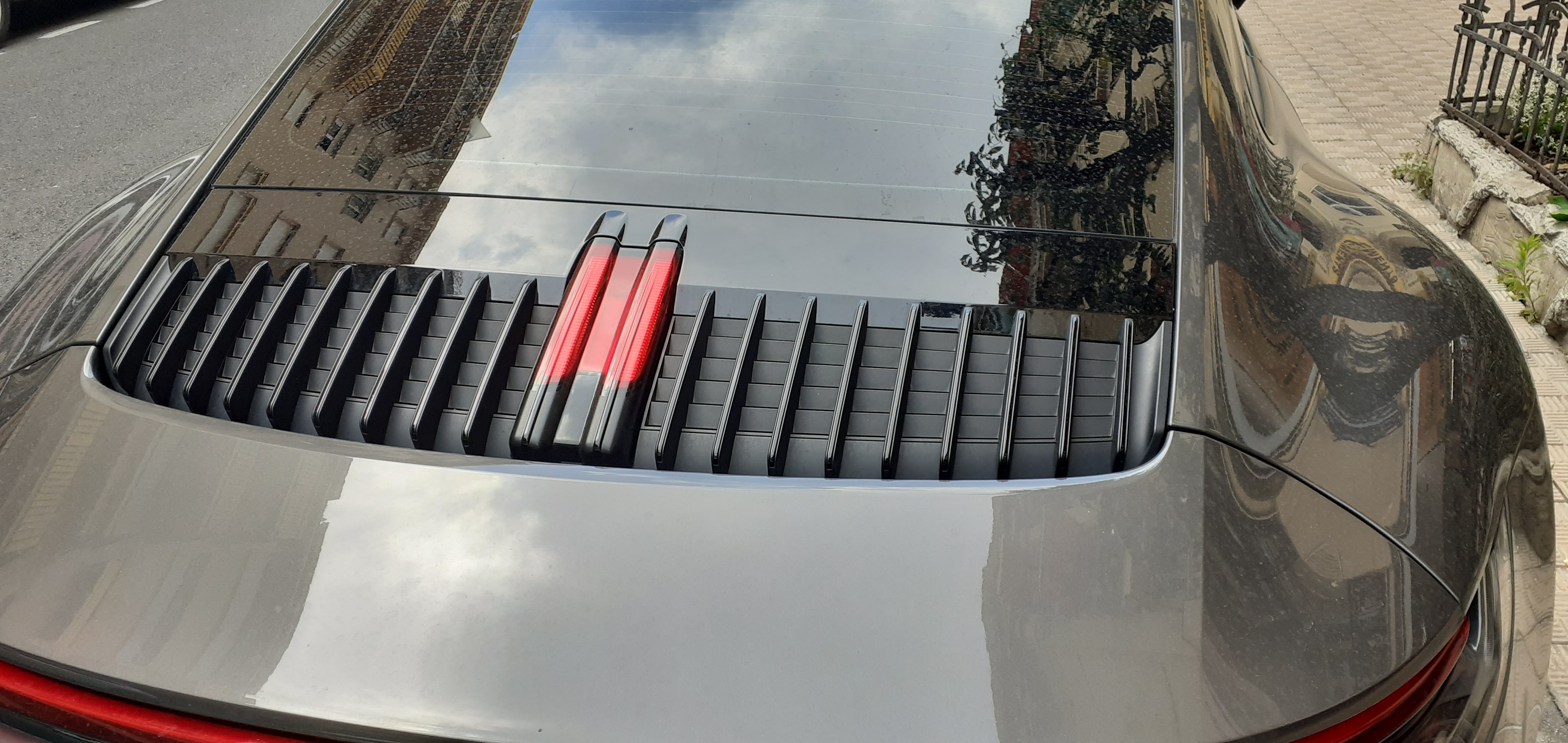
Vue sur le troisième feu stop et ses détails.

Le design extérieur de la Type 992 est proche de celui de la génération précédente, avec notamment des optiques rondes à l'avant et des ailes marquées. Elle se distingue cependant par de nombreux éléments, comme le capot avant échancré rappelant la première 911, des passages de roues plus larges ou encore des poignées de porte affleurantes. Les jantes mesurent 20 pouces à l'avant et 21 pouces à l'arrière.
Elle retrouve un unique bandeau lumineux qui relie les feux arrière comme sur les générations type 993 de 1994, cette fois équipé de LED. Le bouclier arrière est totalement nouveau, et présente deux sorties d'échappement, sur les Carrera S et 4S, entre lesquelles est positionnée la plaque d'immatriculation.
Le troisième feu stop positionné sous la lunette arrière arbore un dessin peu conventionnel. Il prend la forme d'une double barrette verticale qui se confond avec les lamelles de la grille. Leur nombre fait référence au modèle « 911 ». De gauche à droite et inversement, la symétrie est parfaite : 9 lamelles noires suivies de 2 barrettes rouges. Dans la continuité, 2 barrettes rouges suivies de 9 lamelles noires correspondant à 119 (911 à l'envers).

### Habitacle
À l'intérieur, le tableau de bord est constitué d'un compte-tours central analogique entouré de deux écrans numériques de chaque côté et la planche de bord reçoit un écran tactile de 28 cm pour l'info-divertissement et la navigation. Les commandes de climatisation sont positionnées sur la console centrale, laquelle présente moins de boutons qu'auparavant et le levier de vitesses associé à la boîte PDK est de taille beaucoup plus réduite.

### Motorisations
Contrairement à ce que pouvaient laisser imaginer les premiers clichés avant la présentation officielle, à savoir un moteur central arrière, ce dernier reste en position porte à faux arrière, légèrement recentré. La motorisation est associée à une nouvelle boîte de vitesses automatique PDK à double embrayage comportant 8 rapports qui remplace l'ancienne PDK 7 rapports et une boîte manuelle 7 rapports est disponible depuis 2019. Le Pack Sport Chrono disponible en option permet de gagner 0,2 seconde sur le 0 à 100 km/h.
En septembre 2019, Porsche dévoile les versions Carrera 4 (coupé et cabriolet) au Salon de Francfort. Fin octobre, Porsche annonce l'arrivée de la boîte mécanique, associée à la suspension PSM (Porsche Stability Management), sur les versions 911 Carrera S et 4S coupé et cabriolet.
La 911 Turbo est motorisée par un nouveau flat-6 biturbo de 3,8 litres et elle devait être présentée en mars 2020 au salon de Genève qui a été annulé en raison de l'épidémie de coronavirus COVID-19.
La 911 GT3 est présentée le 16 février 2021. Elle reprend le 6-cylindres à plat 4,0 L atmosphérique de la 718 Cayman GT4 gonflé à 510 ch.

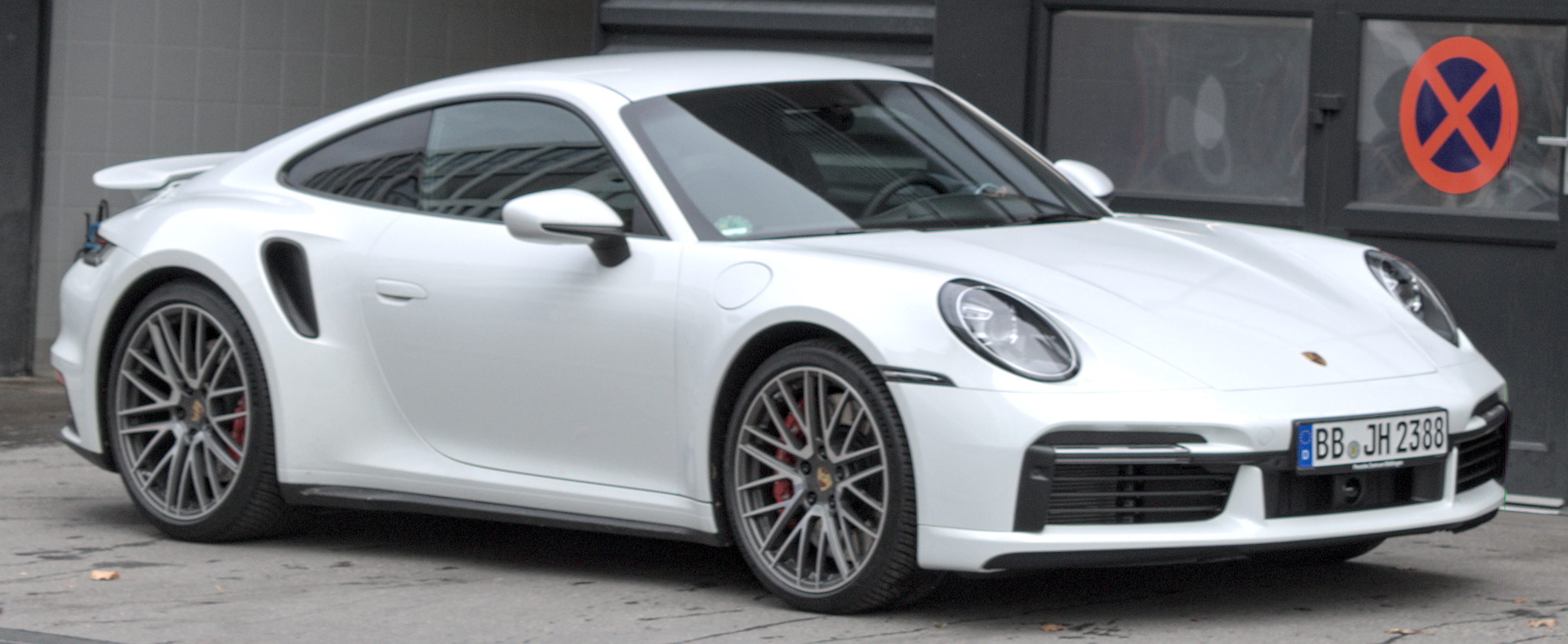
Porsche 911 Turbo.
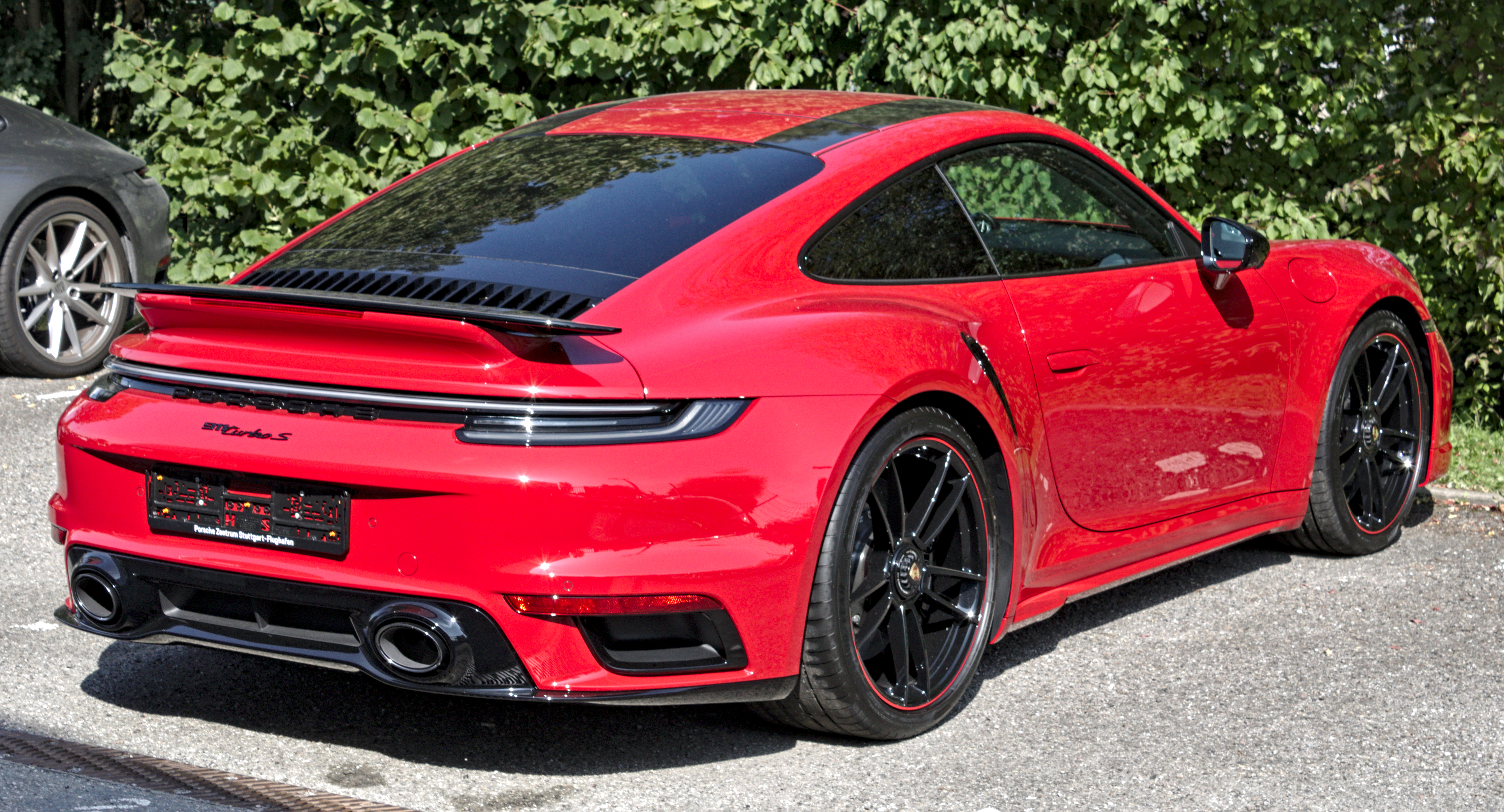
Porsche 911 Turbo S.
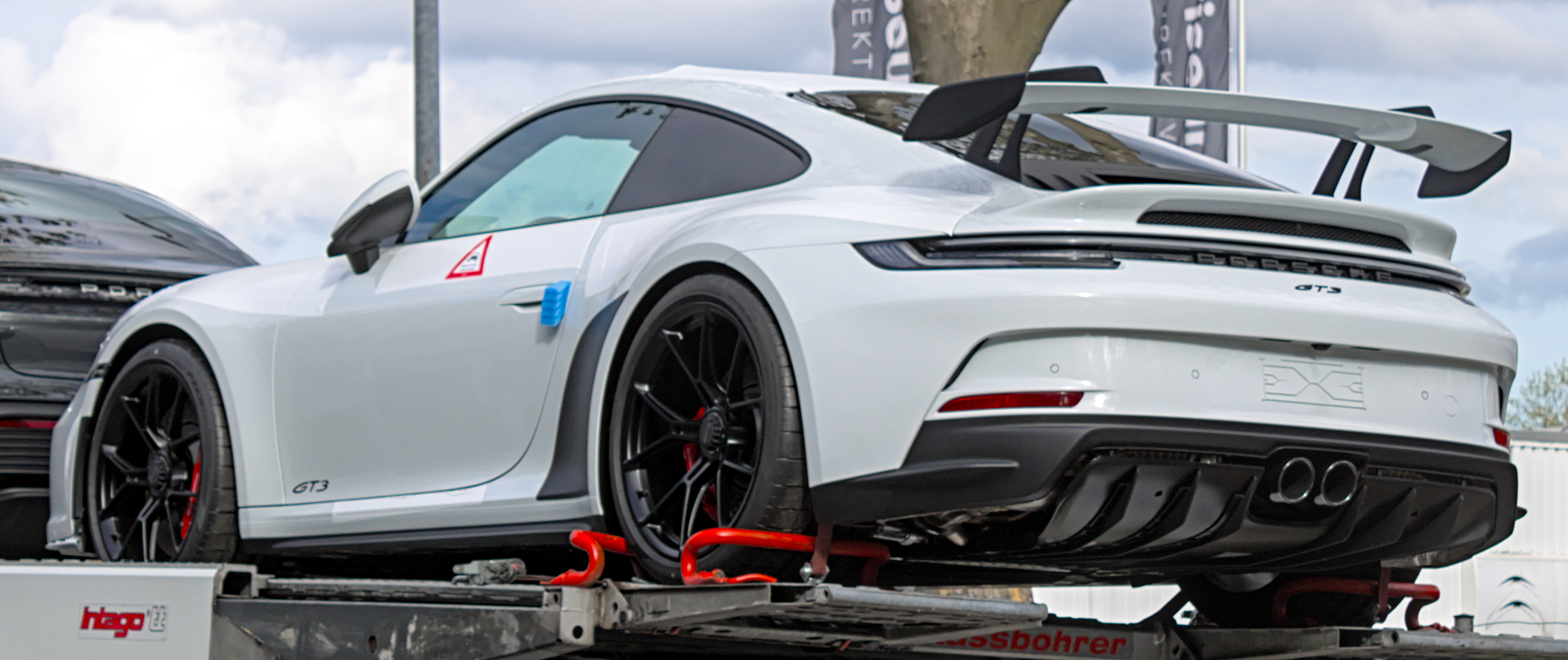
Porsche 911 GT3.

| Logo de Porsche                         | Porsche 911 (Type 992) phase 1          | Porsche 911 (Type 992) phase 1          | Porsche 911 (Type 992) phase 1          | Porsche 911 (Type 992) phase 1          | Porsche 911 (Type 992) phase 1          | Porsche 911 (Type 992) phase 1          | Porsche 911 (Type 992) phase 1          | Porsche 911 (Type 992) phase 1          | Porsche 911 (Type 992) phase 1          | Porsche 911 (Type 992) phase 1          | Porsche 911 (Type 992) phase 1          | Porsche 911 (Type 992) phase 1               | Porsche 911 (Type 992) phase 1               |                                              |
| Logo de Porsche                         | Carrera                                 | Carrera 4                               | Carrera S                               | Carrera S                               | Carrera 4S                              | Carrera 4S                              | Targa 4                                 | Targa 4S                                | Targa 4S                                | Turbo                                   | Turbo S                                 | GT3                                          | GT3                                          | GT3 RS                                       |
| --------------------------------------- | --------------------------------------- | --------------------------------------- | --------------------------------------- | --------------------------------------- | --------------------------------------- | --------------------------------------- | --------------------------------------- | --------------------------------------- | --------------------------------------- | --------------------------------------- | --------------------------------------- | -------------------------------------------- | -------------------------------------------- | -------------------------------------------- |
| Carrosserie                             | Coupé [Cabriolet]                       | Coupé [Cabriolet]                       | Coupé [Cabriolet]                       | Coupé [Cabriolet]                       | Coupé [Cabriolet]                       | Coupé [Cabriolet]                       | Targa                                   | Targa                                   | Targa                                   | Coupé [Cabriolet]                       | Coupé [Cabriolet]                       | Coupé                                        | Coupé                                        | Coupé                                        |
| Moteur                                  | Boxer 6-cylindres à plat 3,0 L bi-turbo | Boxer 6-cylindres à plat 3,0 L bi-turbo | Boxer 6-cylindres à plat 3,0 L bi-turbo | Boxer 6-cylindres à plat 3,0 L bi-turbo | Boxer 6-cylindres à plat 3,0 L bi-turbo | Boxer 6-cylindres à plat 3,0 L bi-turbo | Boxer 6-cylindres à plat 3,0 L bi-turbo | Boxer 6-cylindres à plat 3,0 L bi-turbo | Boxer 6-cylindres à plat 3,0 L bi-turbo | Boxer 6-cylindres à plat 3,8 L bi-turbo | Boxer 6-cylindres à plat 3,8 L bi-turbo | Boxer 6-cylindres à plat 4,0 L atmosphérique | Boxer 6-cylindres à plat 4,0 L atmosphérique | Boxer 6-cylindres à plat 4.0 L atmosphérique |
| Alimentation                            | Bi-turbo                                | Bi-turbo                                | Bi-turbo                                | Bi-turbo                                | Bi-turbo                                | Bi-turbo                                | Bi-turbo                                | Bi-turbo                                | Bi-turbo                                | Bi-turbo                                | Bi-turbo                                | Atmosphérique                                | Atmosphérique                                | Atmosphérique                                |
| Cylindrée (cm3)                         | 2 981                                   | 2 981                                   | 2 981                                   | 2 981                                   | 2 981                                   | 2 981                                   | 2 981                                   | 2 981                                   | 2 981                                   | 3 745                                   | 3 745                                   | 3 996                                        | 3 996                                        | 3 996                                        |
| Puissance maximale (ch) [kW]            | 385 (283)                               | 385 (283)                               | 450 (331)                               | 450 (331)                               | 450 (331)                               | 450 (331)                               | 385 (283)                               | 450 (331)                               | 450 (331)                               | 580 (427)                               | 650 (478)                               | 510 (375)                                    | 510 (375)                                    | 525 (386)                                    |
| au régime de : (tr/min)                 | 6 500                                   | 6 500                                   | 6 500                                   | 6 500                                   | 6 500                                   | 6 500                                   | 6 500                                   | 6 500                                   | 6 500                                   | 6 500                                   | 6 750                                   | 8 400                                        | 8 400                                        | 8 500                                        |
| Couple maximal (N m)                    | 450                                     | 450                                     | 530                                     | 530                                     | 530                                     | 530                                     | 450                                     | 530                                     | 530                                     | 750                                     | 800                                     | 470                                          | 470                                          | 465                                          |
| au régime de : (tr/min)                 | 1 950 à 5 000                           | 1 950 à 5 000                           | 2 300 à 5 000                           | 2 300 à 5 000                           | 2 300 à 5 000                           | 2 300 à 5 000                           | 1 950 à 5 000                           | 2 300 à 5 000                           | 2 300 à 5 000                           | 2 250 à 4 500                           | 2 500 à 4 000                           | 6 100                                        | 6 100                                        | 6 300                                        |
| Boîte de vitesses                       | Séquentielle PDK 8 rapports             | Séquentielle PDK 8 rapports             | Mécanique à 7 rapports                  | Séquentielle PDK 8 rapports             | Mécanique à 7 rapports                  | Séquentielle PDK 8 rapports             | Séquentielle PDK 8 rapports             | Mécanique à 7 rapports                  | Séquentielle PDK 8 rapports             | Séquentielle PDK 8 rapports             | Séquentielle PDK 8 rapports             | Mécanique à 6 rapports                       | Séquentielle PDK 7 rapports                  | Séquentielle PDK 7 rapports                  |
| Transmission                            | Propulsion                              | Intégrale                               | Propulsion                              | Propulsion                              | Intégrale                               | Intégrale                               | Intégrale                               | Intégrale                               | Intégrale                               | Intégrale                               | Intégrale                               | Propulsion                                   | Propulsion                                   | Propulsion                                   |
| Vitesse maximale (km/h)                 | 295 [293]                               | 293 [290]                               | 308 [305]                               | 308 [305]                               | 310 [308]                               | 310 [308]                               | 290                                     | 305                                     | 305                                     | 320                                     | 330                                     | 320                                          | 318                                          | 296                                          |
| 0-100 km/h (s)                          | 4,2 [4,3]                               | 4,2 [4,3]                               | 4,1 [4,2]                               | 3,7 [3,9]                               | 4,1 [4,2]                               | 3,6 [3,7]                               | 4,3                                     | 4,2                                     | 3,8                                     | 2,9                                     | 2,8                                     | 3,9                                          | 3,4                                          | 3,2                                          |
| 0-100 km/h (s) (avec Pack Sport Chrono) | 4,0 [4,2]                               | 4,0 [4,2]                               | Non disponible                          | 3,5 [3,7]                               | Non disponible                          | 3,4 [3,6]                               | 4,2                                     | Non disponible                          | 3,6                                     | 2,8 [2,9]                               | 2,7 [2,8]                               | Non disponible                               | Non disponible                               |                                              |
| Consommation mixte (L/100 km)           | 10,3 [10,3]                             | 10,3 [10,5]                             | 10,7 [10,7]                             | 11,1 [11,3]                             | 10,8 [10,8]                             | 11,1 [11,1]                             | 10,5                                    | 10,4                                    | 10,7                                    | 12,3 [12,5]                             | 12,3 [12,5]                             | 12,9                                         | 13,0                                         | 13,4                                         |
| Masse à vide (kg)                       | 1 505 [1 575]                           | 1 555 [1 625]                           | 1 480 [1 550]                           | 1 515 [1 585]                           | 1 530 [1 600]                           | 1 565 [1 635]                           | 1 665                                   | 1 640                                   | 1 675                                   | 1 640 [1 710]                           | 1 640 [1 710]                           | 1 418                                        | 1 435                                        | 1 525                                        |
| Capacité du réservoir (L)               | 64                                      | 67                                      | 64                                      | 64                                      | 67                                      | 67                                      | 67                                      | 67                                      | 67                                      | 67                                      | 67                                      | 64                                           | 64                                           | 64                                           |
| Émissions de CO2 (g/km)                 | 233 [240]                               | 236 [242]                               | 236 [238]                               | 245 [246]                               | 238 [240]                               | 246 [247]                               | 243                                     | 241                                     | 248                                     | 271 [275]                               | 271 [275]                               | 293                                          | 294                                          | 305                                          |
| Norme euro                              | Euro 6d                                 | Euro 6d                                 | Euro 6d                                 | Euro 6d                                 | Euro 6d                                 | Euro 6d                                 | Euro 6d                                 | Euro 6d                                 | Euro 6d                                 | Euro 6d                                 | Euro 6d                                 | Euro 6d                                      | Euro 6d                                      |                                              |

### Technologies
La Type 992 inaugure le dispositif « Wet mode » qui, grâce à des capteurs placés dans les passages de roue, mesure la quantité d’eau sur la route et permet d'adapter les paramètres dynamiques de la voiture (répartition du couple, paramétrage de l’ESC, appui aérodynamique).
La 911 est équipée en série d’un système d’avertissement et d'assistance au freinage couplé à une caméra qui détecte les objets en mouvement et peut déclencher le freinage d’urgence en cas de risque de collision. Elle peut être équipée en option d'un système de vision nocturne avec caméra thermique (Night Vision Assist), d'un régulateur de vitesse adaptatif ou encore de phares matriciels à LED.
En termes d'équipement de sécurité, la Porsche 911 Targa 4S de 2021 est également dotée d'un système anti-collision à l'avant, d'une surveillance d'angles morts, d'un capteur de stationnement et d'une caméra 360 degrés. L'aide au maintien dans la file de circulation (lane-keep assist) est disponible en option.

## Déclinaisons

### Porsche 992 Carrera/Carrera 4/Carrera T/Carrera S/Carrera 4S/Carrera GTS

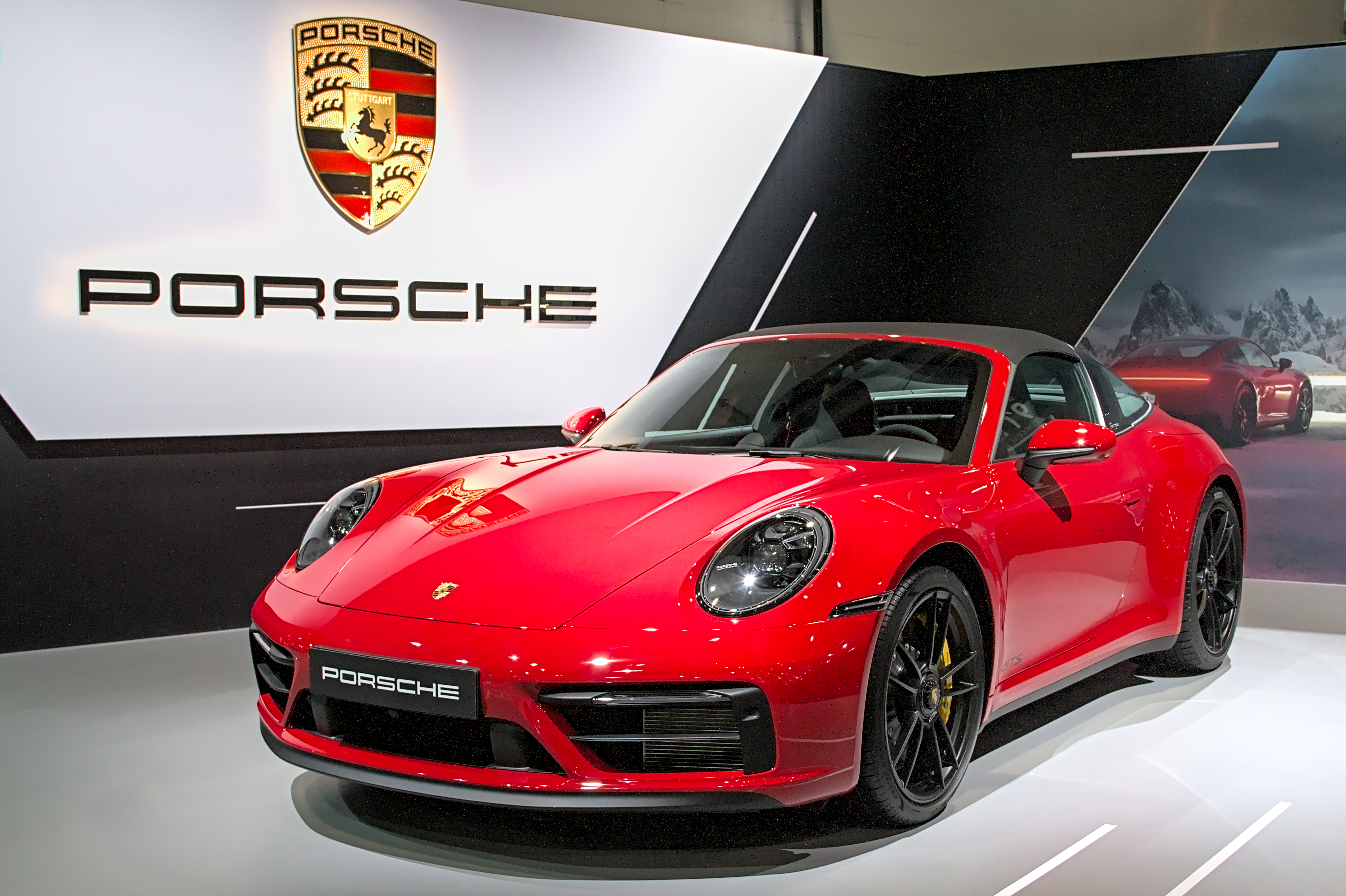
Porsche 992 Targa GTS.

- 992 Carrera : modèle d'entrée de gamme pour la 992, elle possède un flat-six bi-turbo 385 ch et abat le 0 à 100 entre 4,2 et 4,4 secondes. Elle est proposée en coupé, cabriolet ou Targa en propulsion (Carrera) ou à 4 roues motrices (Carrera 4).

- 992 Carrera T : la 992 Carrera T (T pour Touring) est un modèle bi-turbo situé dans la gamme entre la Carrera de base, dont elle conserve la puissance, et la Carrera S. Elle se caractérise par son poids optimisé qui améliore ses performances grâce, entre autres, à l'absence de sièges à l'arrière du véhicule, la présence de vitres allégées et une isolation phonique réduite. Outre le large éventail de couleurs de carrosserie disponible, la 992 T arbore des éléments décoratifs Gris Quartz qui la distinguent des autres modèles[22].

- 992 Carrera S : modèle à propulsion et milieu de gamme de la famille Carrera, elle possède le même flat-six bi-turbo que le modèle précédent mais gonflé à 450 ch, ce qui lui permet d'abattre le 0 à 100 km/h entre 3,6 et 3,8 secondes (3,4 avec le pack chrono) et est proposée dans les mêmes versions que la Carrera.

- 992 Carrera 4S : modèle bi-turbo à traction intégrale, se distingue extérieurement de la S par la grille moteur chromée. Le 2 décembre 2023, une Porsche 992 4S modifiée établit un nouveau record du monde d'altitude atteint par un véhicule à moteur sur la crête ouest du volcan Ojos del Salado (6 734 mètres, Chili)[23],[24].

- 992 Carrera GTS : modèle destiné à faire le lien entre la Carrera S et la Turbo ou la GT3, la Carrera GTS (pour Gran Turismo Sport) est dotée d'un moteur bi-turbo de 3 litres de 480 chevaux[25], trois chevaux de moins que la 996 GT2 qui, en 2003, est la voiture la plus puissante de la gamme 911. Elle se rapproche des Carrera en empruntant leur moteur avec une cartographie moteur revue, et de la Carrera S par le châssis. Cette version, qui possède aussi les freins de la Turbo S, est également disponible en 2 ou 4 roues motrices, en coupé, cabriolet ou Targa (Carrera GTS, Carrera GTS cabriolet, Carrera 4 GTS, Carrera 4 GTS cabriolet, Targa 4 GTS). La GTS est disponible avec, en option, le pack Lightweight qui comprend des sièges baquets intégraux légers en matière plastique renforcée de fibres de carbone, un pare-brise et des vitres latérales et arrière composés de verre léger, ainsi qu’une batterie légère. La banquette arrière est retirée. Le gain de poids s'élève à 25 kg.
- Les modèles Carrera, Carrera S, Carrera 4S, Carrera GTS et Carrera 4 GTS peuvent être équipées de l'aerokit ou du pack sport desing

### Porsche 992 Turbo/Turbo S

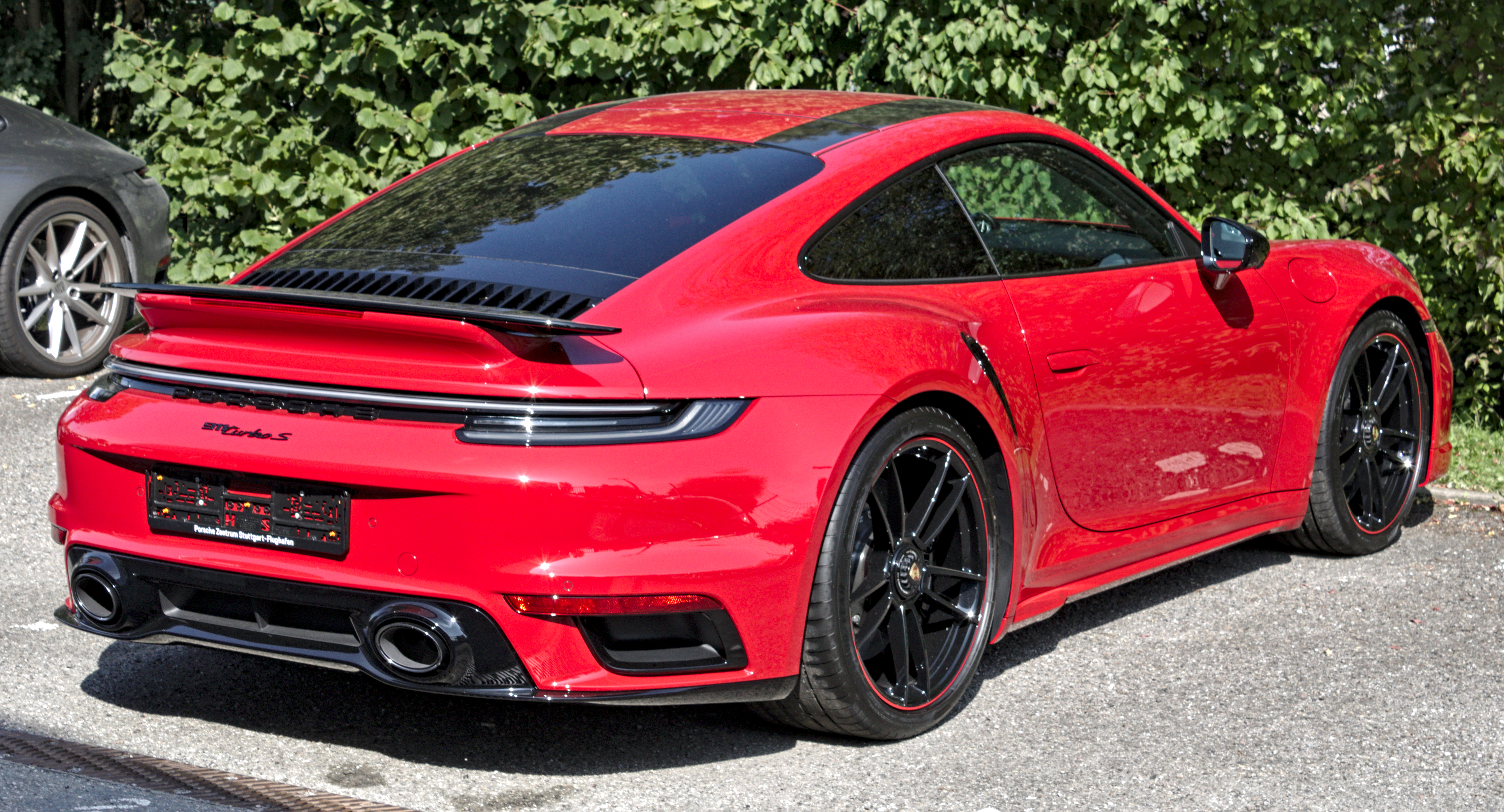
Porsche 992 Turbo S.

Porsche produit directement une 992 Turbo S présentée au Salon de Genève en 2020. Elle est dotée d'un moteur de 650 ch animé par deux turbos à géométrie variable et possède 800 nm de couple. Cette 911 réalise le 0 à 100 km/h en 2,7 secondes avec une pointe de vitesse de 330 km/h. Présentée en 2021 et destinée à compléter la gamme, la 992 Turbo affiche 70 ch de moins que la Turbo S mais 40 ch de plus que son ainée la 991 Turbo, le 0 à 100 en 2,8 secondes et une vitesse maximale de 320 km/h avec 750 nm de couple. Elles sont toutes deux disponibles en version coupé/cabriolet, équipées d'un système à 4 roues motrices permanentes. La version Targa n'est pas prévue au catalogue.

### Porsche 992 Turbo S Pack Lightweight
Cette option comporte de nouveaux sièges baquets avant ultra-légers en carbone, la suppression complète des sièges arrière et à la réduction de l’insonorisation. Le vitrage est aussi allégé avec un verre plus léger (aussi disponible seul en option sur la 911 Turbos S sans ce pack). Un système d’échappement allégé avec deux sorties ovales et la suspension sport PASM sont également inclus dans ce pack qui permet de gagner 33 kg.

### Porsche 992 Turbo S Pack Sport
Cette option sur la déjà puissante et agressive 992 Turbo S présente des améliorations esthétiques : pack SportDesign (nouveaux feux arrière, jantes spécifiques, éléments en noir dont l’intérieur des phares et toit en fibre de carbone (uniquement pour la 911 Turbo S Coupé) associé au nouveau kit aérodynamique : nouvelle face avant avec séparateurs et ailettes latérales, nouveau becquet arrière en fibre de carbone apparent avec ailettes latérales.

### Porsche 992 Cabriolet

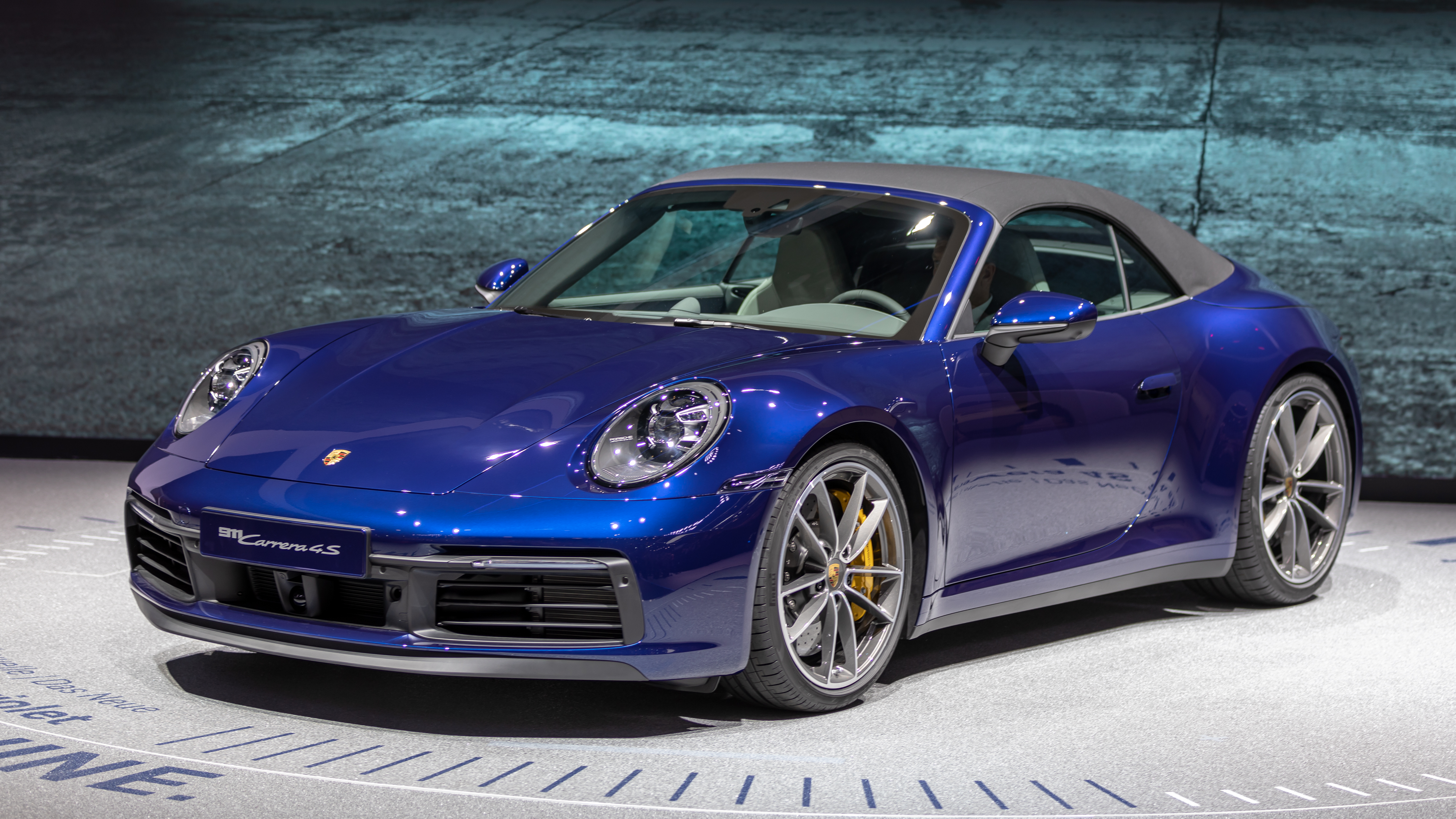
Porsche 992 Cabriolet.

Le 9 janvier 2019, Porsche dévoile les premières images officielles de la version cabriolet de la 911 avant son exposition publique en mars au salon international de l'automobile de Genève 2019. Le cabriolet reçoit une capote en toile souple avec une lunette arrière en verre. L'ouverture du toit demande 12 secondes en roulant jusqu'à 50 km/h. Le cabriolet est 45 mm plus large à l'avant que le coupé.
Elle est proposée en cinq versions : Carrera, Carrera S, Carrera GTS, Turbo et Turbo S. À l'exception des versions turbo, elle peut être commandée en propulsion ou à 4 roues motrices.

### Porsche 992 Targa

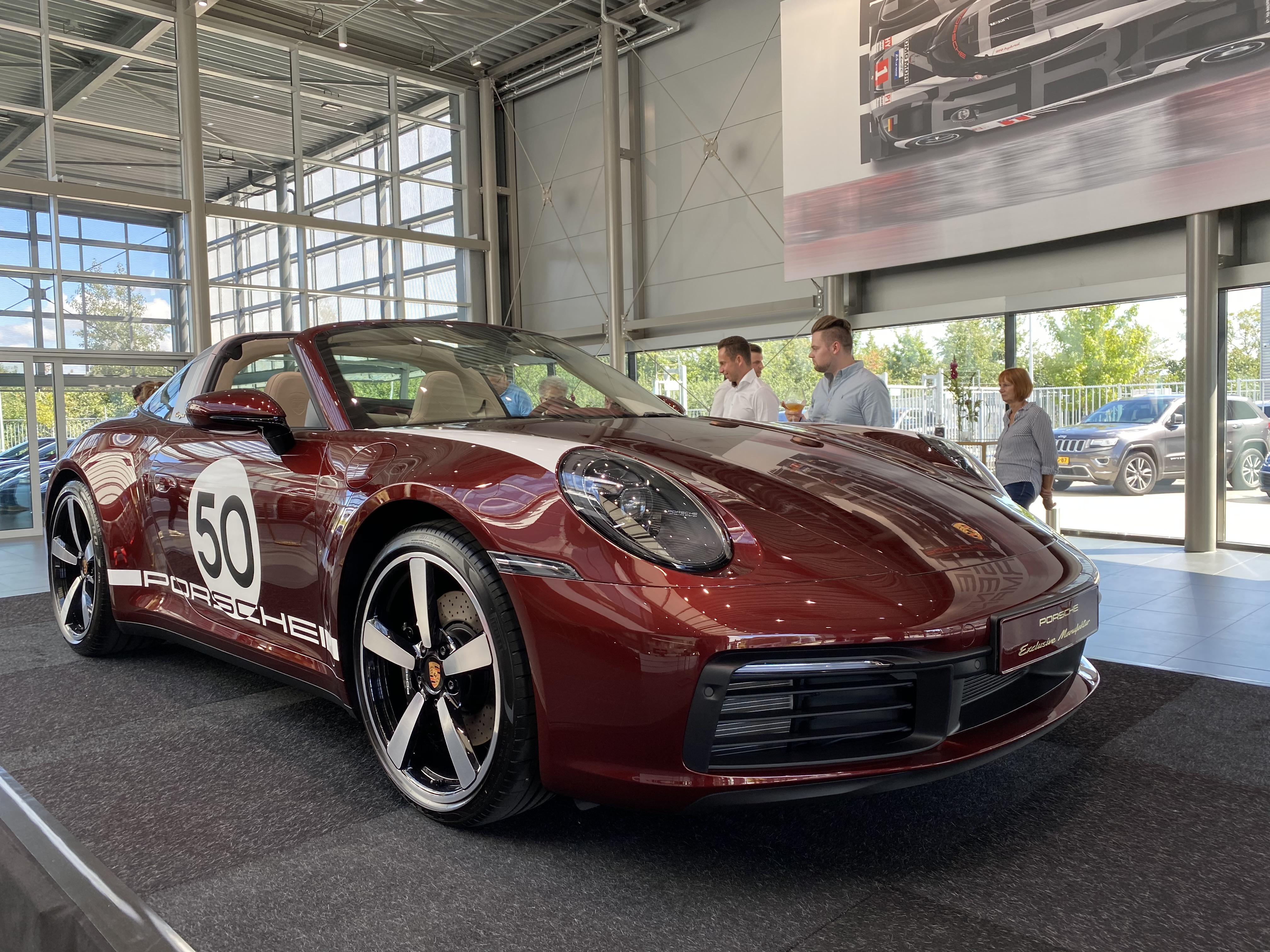
Porsche 992 Targa 4S Heritage Design Edition.

La version Targa de la 911 est présentée le 18 mai 2020. Comme le cabriolet, elle est 45 mm plus large à l'avant que le coupé. Son toit en toile se rétracte électriquement en 19 secondes uniquement à l'arrêt.
Elle n'est proposée qu'en 4 roues motrices en version Targa 4, Targa 4S et GTS.
Une version spéciale de la Targa 4S nommée « Heritage Design Edition » est commercialisée en série limitée en 2020 (cf. photo).
Les 992 Targa phase 2 (à partir de fin printemps 2024) sont proposé exlusivement en version 4 GTS t-hybrid.

### Porsche 992 GT3 phase 1
La GT3 est la version « haute performance » des 911 Carrera. Dotée d'un Flat-6 de 4,0 litres de cylindrée pour 510 chevaux, elle atteint les 320 km/h et le 0 à 100 km/h en 3,4 s. La 992 GT3, et ses différentes déclinaisons, est la première 911 (hors modèle de compétition) équipée de trains avant à double triangulation en lieu et place des trains Mc Pherson utilisés sur toutes les autres 911. Elle se distingue par un bouclier avant échancré intégrant des feux de jour à LED, des extracteurs d'air sur le capot, un gros aileron fixe. Le tableau de bord comprend une fonction Track Screen indiquant tous les paramètres utiles sur circuit.

### Porsche 992 GT3 Clubsport
La 992 GT3 peut être dotée, en option mais gratuitement, d'un pack « Clubsport » comprenant : harnais six points, arceau cage, commande d’urgence pour couper la batterie, extincteur, etc.

### Porsche 992 GT3 Cup

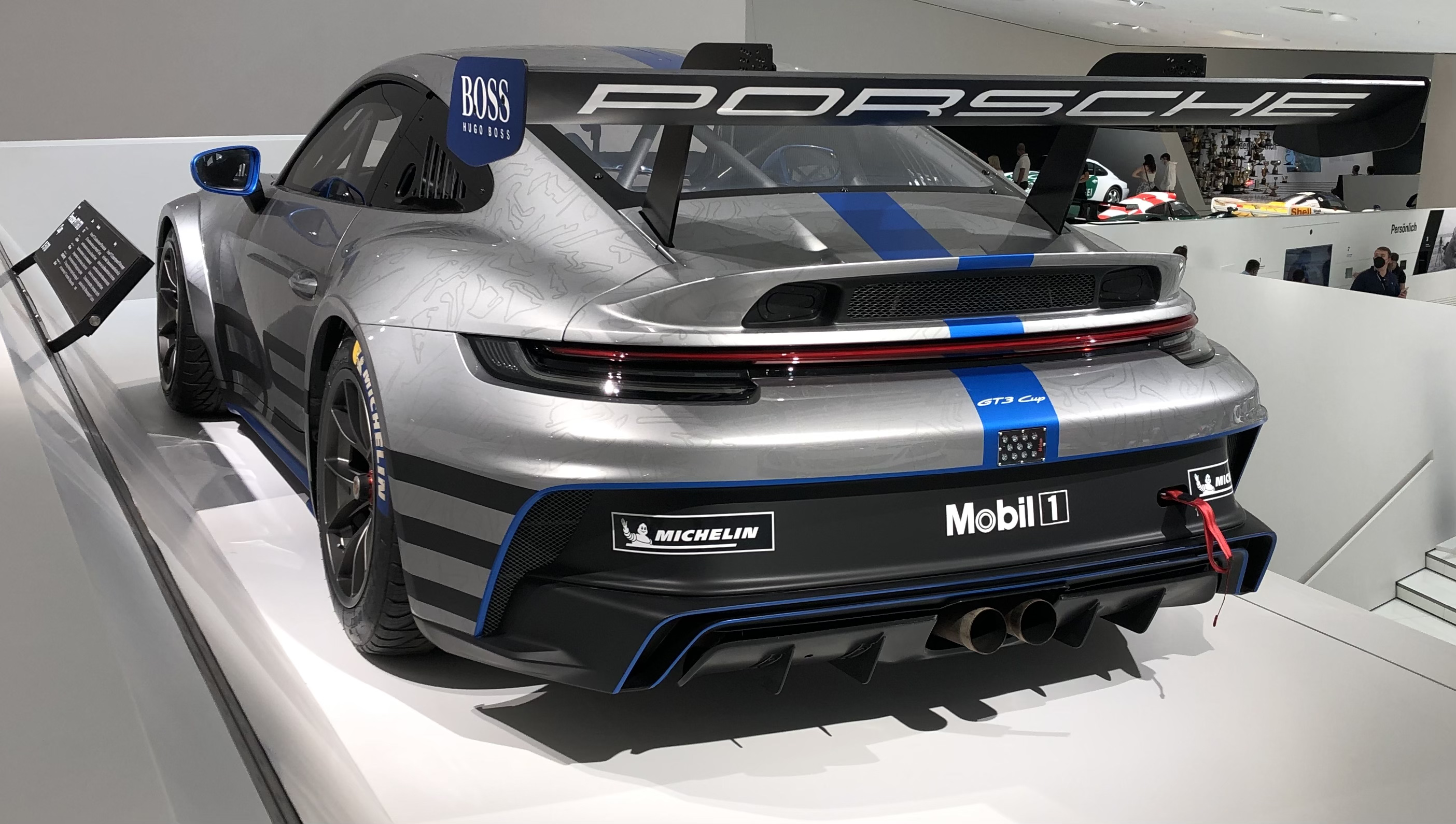
Porsche 992 GT3 Cup.

Voiture conçue exclusivement pour la course, la Porsche 992 GT3 Cup est dotée d'un moteur de 4,0 litres de 510 ch. Elle est équipée d'une arceau soudé, d'un capot avant avec attaches rapides, d'une trappe de toit démontable répondant aux dernières spécifications de sécurité FIA. En novembre 2022, est sorti des chaînes de montage Porsche le 5 000e exemplaire de la Porsche 911 Cup (Porsche 911 GT3 Cup).

### Porsche 992 GT3 Touring phase 1

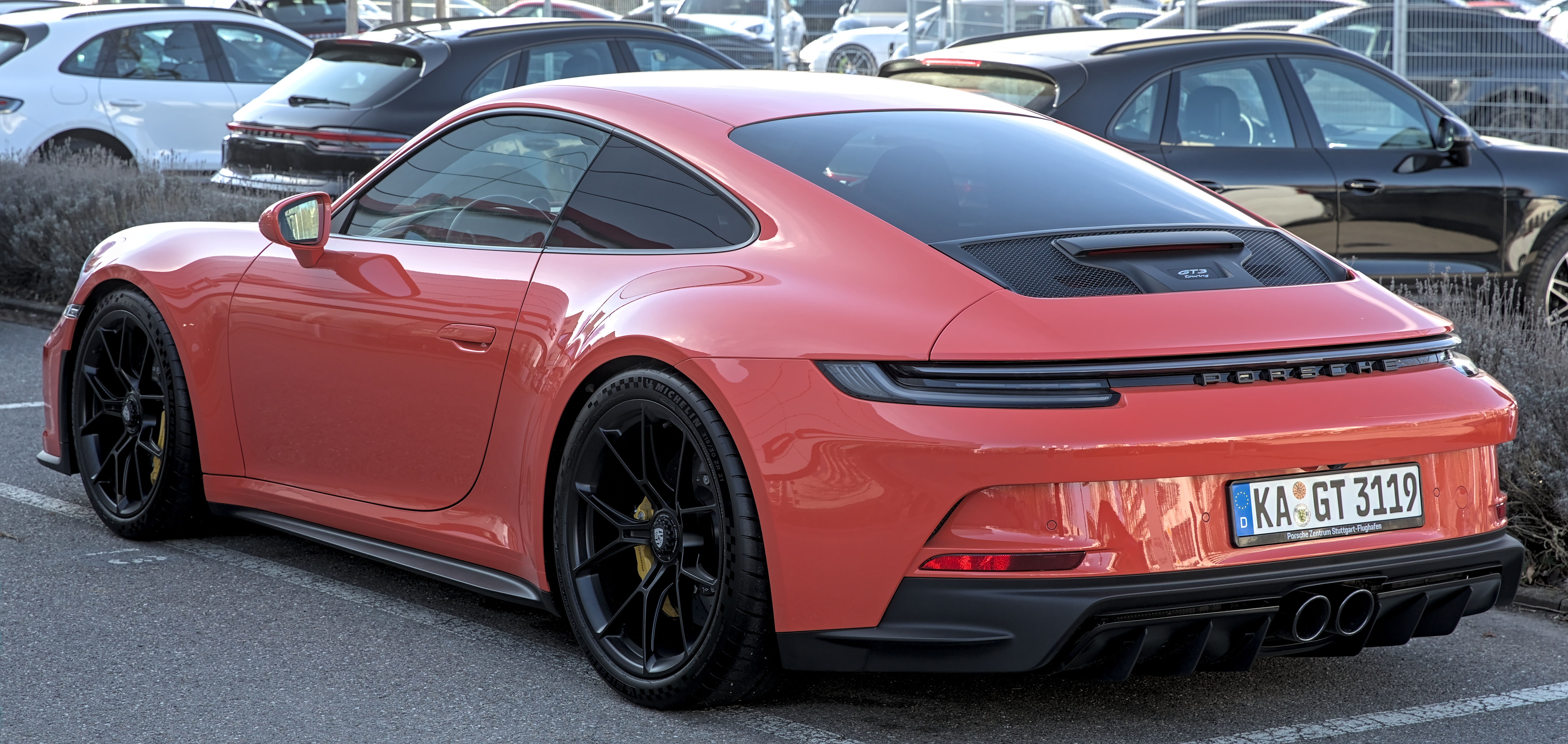
Porsche 992 GT3 Touring.

L'option Pack Touring proposée pour la 991 GT3 est reconduite sur la 992 GT3. Présentée en 2021, cette nouvelle version reprend les caractéristiques de sa devancière mais avec l'aileron arrière fixe remplacé par un spoiler à déploiement automatique plus discret, le Flat-6 atmosphérique 4,0 litres de 510 chevaux et 470 N m de couple, associé à une boîte manuelle à 6 rapports (1 418 kg) ou automatique PDK à sept rapports en option (1 435 kg) est toujours présent.

### Porsche 992 GT3 phase 2
La 992 GT3 phase 2 est sortie début décembre 2024 avec de nouvelles options disponible pour la 1ère fois sur une 911 GT3.
La 992 GT3 phase 2 reçoit comme les modèles Carrera (cabriolet), Carrera GTS (cabriolet), Carrera 4 GTS (cabriolet), Carrera T (cabriolet) et Targa 4 GTS les nouveaux feux avant ainsi qu'un nouveau bouclier avant. Le pack Weissach est disponible pour la 1ère fois sur un 911 GT3. Elle garde son moteur flat-6 atmosphérique de 4 litres de cylindrée, 510 ch, 450 N m de couple et un régime maximal à 9000tr/min associé à la boîte de vitesses automatique à 7 rapports (PDK) ou la boîte de vitesses manuelle Sport GT à 6 rapports.
Dans l'habitacle, de nouveaux sièges baquets en carbone y sont installés ainsi qu'un arceau de sécurité en fibre de carbone.

### Porsche 992 GT3 Rrennsport
Dévoilée en octobre 2023 à la Porsche Rennsport Reunion 7 à Laguna Seca (Californie, USA), cette 911, non homologuée pour la route et ne répondant pas à la réglementation pour participer aux compétitions, notamment le championnat GT3, est conçue pour un usage exclusif sur circuit. Elle est dotée d'un flat-six atmosphérique de 4,2 L (620 ch). Inspirée de la 992 GT3 R, commercialisée en 77 exemplaires, la GT3 R rennsport est équipée d'un système d'échappement de course sans silencieux. Une option avec silencieux et pots catalytiques est disponible pour un usage sur circuit soumis à des restrictions sonores.

### Porsche 992 GT3 RS

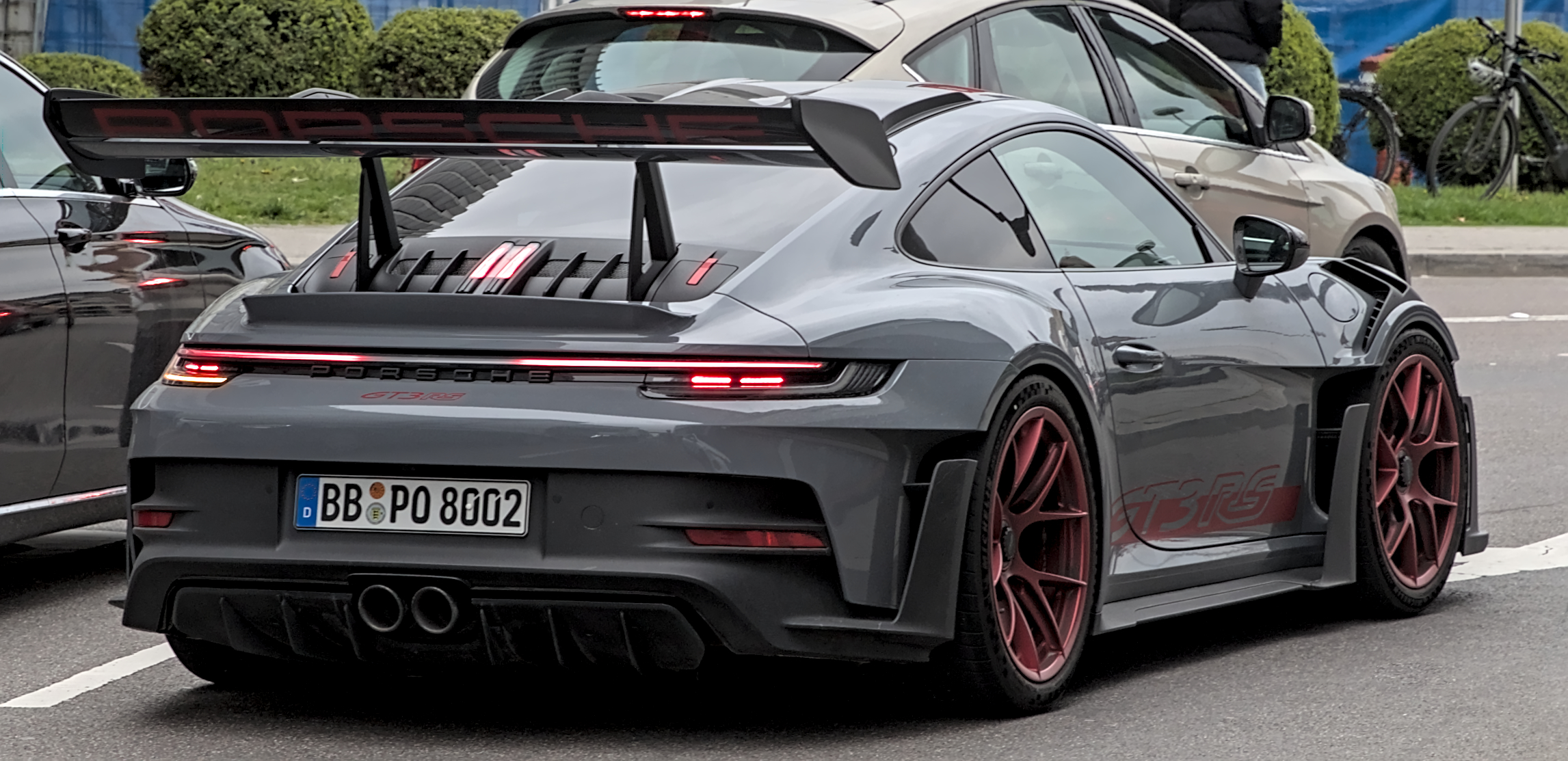
Porsche 911 GT3 RS.

La 911 GT3 RS est équipée d’une version optimisée du moteur atmosphérique de 4,0 L à haut régime de la 911 GT3. Elle affiche clairement sa filiation avec la 911 GT3 R, son homologue de course. Elle est disponible en version Clubsport et Weissach.

### Porsche 992 S/T
La 992 S/T a été produite en petite série en hommage à son aînée, la 911 ST (sans barre oblique) mise au point en 1969 et résultat de l'assemblage du moteur de la 911 S avec la carrosserie de la 911 T de l'époque (à ne pas confondre avec la 911 3,2 L ST de 1984, senza turbo, une production italienne à 10 exemplaires). Si elle est équipée du moteur de la GT3 RS de 525 ch, elle s'en différencie par une boîte manuelle à 6 rapports et une carrosserie moins large empruntée à la GT3. La légèreté caractérise ce modèle avec un capot avant, les ailes et les portières en carbone, l'absence de roues arrière directrices, une lunette arrière en verre fin et de la moquette al légée, notamment.

### Porsche 992 Dakar

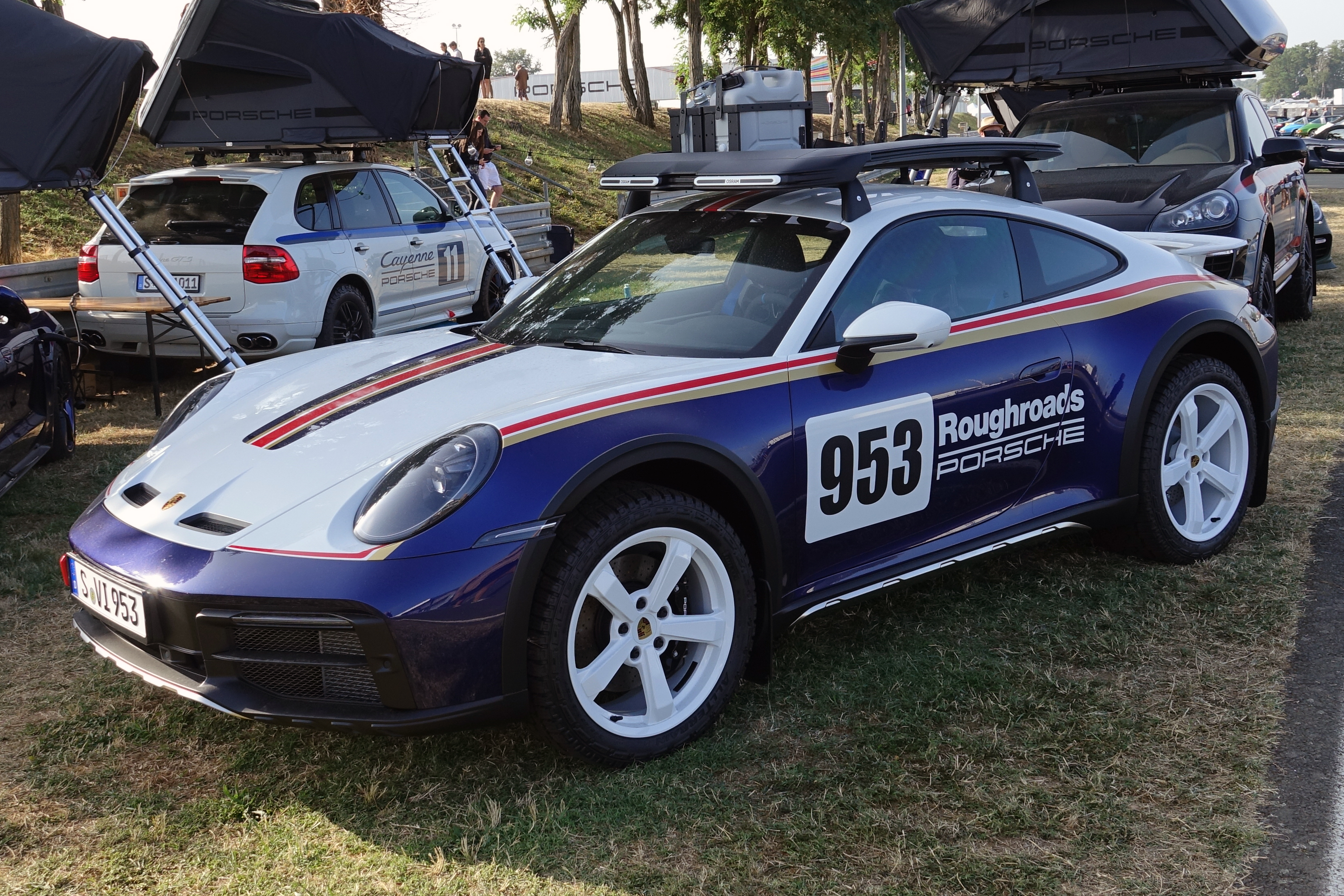
Porsche 992 Dakar.

Présentée officiellement en novembre 2022 lors du Salon de Los Angeles, la Porsche 911 (992) Dakar est une version tout-terrain de la 911. Avec une motorisation empruntée à la 992 Carrera GTS, elle affiche 480 ch et se caractérise, notamment, par une garde au sol réglable et qui peut monter jusqu'à 80 mm. Commercialisée au printemps 2023, elle sera disponible dans une couleur "Shade Green" ou, sur option, dans une livrée rappelant les modèles de course en rallye-raid avec un pack comprenant une peinture bleue et blanche avec un film décoratif, des jantes blanches et un numéro de course sur les portières.

### Porsche 992 GT3 R
Voiture « compétition-client » qui succède à la 991 GT3 R. D'une cylindrée de 4,2 L avec 565 ch, elle est destinée à remplacer la 911 RSR et a participé aux 24 Heures du Mans dans la nouvelle catégorie des GT3 en 2024. La nouvelle 911 GT3 R n’est que la deuxième voiture de course de Porsche Motorsport à être basée sur l’actuelle 911 de génération 992 après la 911 GT3 Cup.
Porsche n'a pas jugé nécessaire de développer une version RSR de la 992, c'est donc la dernière version en date, la Porsche 911 RSR-19 (991) qui officie dans les épreuves d'endurance,,, Porsche s'engageant en Hypercar/LMDh en 2023 avec la Porsche 963, une nouvelle étape majeure dans l'histoire du constructeur en endurance. Par ailleurs, la catégorie GTE Pro ayant disparu fin 2022, les Six Heures de Barhein (WEC) sont la dernière course de la 911 RSR sous les couleurs de l’équipe d’usine. Quant à la catégorie GTE Am, elle a été maintenue jusqu'à la fin 2023, (catégorie dans laquelle couraient aussi les 911 RSR), puis remplacée par une nouvelle catégorie comprenant des véhicules issus du (LM) GT3, dont la nouvelle Porsche 992 GT3 R.

### Porsche 992 Hybrid
. Porsche avait développé une 911 hybride pour la compétition (911 GT3 R Hybrid) présentée au Salon de Genève en 2010 et alignée aux 24 Heures du Nürburgring en 2010 et 2011
Les modèles Carrera, Carrera GTS et Carrera 4 GTS en version coupé comme cabriolet ainsi que la Targa 4 GTS phase 2 sont hybrides.

## Séries limitées
- Belgian Legend Edition (2020), limitée à 75 exemplaires pour le marché belge[54] en hommage à Jacky Ickx.
- Porsche 911 Targa 4S Heritage Design Edition, limitée à 992 exemplaires à partir de juin 2020[55].
- Porsche 911 Édition 50 ans Porsche Design, limitée à 750 exemplaires à partir de janvier 2022[56].
- 911 Sport Classic, limitée à 1 250 exemplaires à partir d'avril 2022[57]
- 911 Carrera GTS Cabriolet America Edition, édition limitée commercialisée aux États-Unis et au Canada[58].
- 911 Carrera GTS Sally Special. Cette Porsche est un hommage à Sally dans le film d'annimation Cars.
- 911 GTS LeMans, édition limitée à 72 exemplaires commercialisée en France[59].
- 911 S/T, édition limitée à 1963 exemplaires, en hommage à la première 911 née en 1963[60] et basée sur la 911 GT3 RS dotée du flat-six 4 litres de 525 ch associé à une boîte manuelle de série[61].
- Porsche 911 Turbo 50 Years, édition limitée à 1974 exemplaires en hommage aux premières 911 Turbo type 930. Elle est basée sur la 911 Turbo S, et équipée du flat-6 bi-turbo de 4 litres de cylindrée de 650 ch. Elle est dotée de la boite de vitesses PDK 8 rapports et disponible depuis le 16 août 2024.
- 911 GT3 RS Tribute to Jo Siffert, modèle unique en hommage à Joseph Siffert basée sur la 992 GT3 RS, pilote automobile au grand palmarès chez Porsche. Elle est destinée au marché suisse, le propriétaire a été tiré au sort lors du salon Auto Zürich le 9 novembre 2024.